# Bennett Place
Bennett Place, le nom plus connu pour désigner la ferme à Durham, en Caroline du Nord, possédée par James et Nancy Bennett (alternativement Bennitt), était l'emplacement où eut lieu la plus grande reddition de soldats confédérés (environ 90 000 hommes) durant la guerre de sécession, le 26 avril 1865 : la reddition de Bennett Place de Joe Johnston à William Sherman.
La ferme a été fondée en 1789 et ajoutée au Registre national des lieux historiques le 26 février 1970. En 1923, l'Unity Monument  a été érigé sur le site afin de commémorer cet événement historique.